# Synthetisch schuim

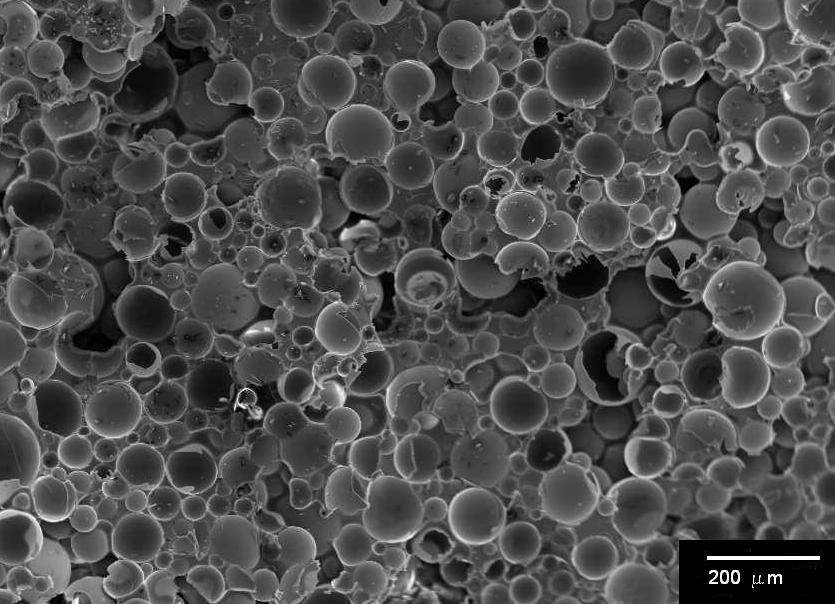
Synthetisch schuim, van glas deeltjes in een matrix van epoxyhars, gezien door een elektronenmicroscoop

Syntac-schuim of synthetisch schuim is een composiet bestaande uit holle deeltjes van metaal, polymeer of keramiek. Als bindmateriaal wordt meestal een polymeer, echter soms ook een metaal of glas toegepast.
De aanwezigheid van holle delen resulteren in een lagere dichtheid, hogere sterkte en een lagere thermische uitzetting. Soms zijn de materialen transparant voor radarstraling. Een van de grootste voordelen van het syntac-schuim is dat door het kiezen van de juiste mengverhouding en de juiste materialen bijna elke eigenschap kan worden verkregen.
Het begrip ‘syntac’ zorgt meestal voor een verwarring. Het woord syntac komt uit het Grieks "suntaktikos" (begin 19e eeuw) en betekent samenvoegen. De volgende handelsnamen worden veel toegepast: syntact, syntax, syntac, syntec, syntax, syntac foam, syntetic foam, syntectic, synthetic foam of synthetisch schuim.
Het syntac-schuim is in 1960 in de scheepvaart als een zelfdrijvend constructief materiaal ontwikkeld. Van daaruit heeft het syntac-schuim zijn weg gevonden in de sport, lucht- en ruimtevaart. De meest algemene toepassing zijn glasbellen in een epoxy, aluminium en vliegas. Producten die van syntac-schuim gemaakt worden zijn onder andere scheepsrompen en ski's.